# For Those Who Have Heart
For Those Who Have Heart è il secondo album in studio del gruppo musicale statunitense A Day to Remember, pubblicato il 23 gennaio 2007 dalla Victory Records.
L'album è stato ripubblicato il 19 febbraio 2008 con 4 brani aggiuntivi e un DVD bonus.
Nel 2023 è stata pubblicata una versione rimasterizzata e remissata da Adam Dutkiewicz dell'album.

## Tracce
Testi e musiche degli A Day to Remember.
1. Fast Forward to 2012 – 1:33
2. Speak of the Devil – 3:23
3. The Danger in Starting a Fire – 3:02
4. The Plot to Bomb the Panhandle – 4:04
5. Monument – 3:48
6. The Price We Pay – 2:43
7. Colder Than My Heart, If You Can Imagine – 4:03
8. Show 'Em the Ropes – 3:23
9. A Shot in the Dark – 3:52
10. Here's to the Past – 3:59
11. I Heard It's the Softest Thing Ever – 4:06
12. Start the Shooting – 4:44

Special Edition CD/DVD
Tracce bonus
1. Heartless – 3:00
2. You Should've Killed Me When You Had the Chance – 3:40
3. Since U Been Gone (Kelly Clarkson cover) – 3:18
4. Why Walk on Water When We've Got Boats – 1:54

DVD
1. Fast Forward to 2012 (Live)
2. Heartless (Live)
3. A Shot in the Dark (Live)
4. 1958 (Live)
5. Why Walk on Water When We've Got Boats (Live)
6. Since U Been Gone (Live)
7. Monument (Live)
8. The Danger in Starting a Fire (Live)
9. You Should've Killed Me When You Had the Chance (Live)
10. The Plot to Bomb the Panhandle (Live)
11. The Danger in Starting a Fire (Video)
12. The Plot to Bomb the Panhandle (Video)
13. Behind the Scenes in Ocala (Video Bonus)

## Formazione
A Day to Remember
- Jeremy McKinnon – voce
- Tom Denney – chitarra solista, voce secondaria
- Neil Westfall – chitarra ritmica
- Joshua Woodard – basso
- Alex Shellnutt – batteria, percussioni

Produzione
- Eric Arena – produzione; mixaggio (eccetto tracce bonus)
- A Day to Remember – produzione
- Andrew Wade – pre-produzione; mixaggio (tracce bonus)
- Alan Douches – masterizzazione
- Chris Fortin – ingegneria acustica
- Joe Mahoney – ingegneria acustica
- Mike Cortda – illustrazioni
- Jeremy Saffer – fotografia
- Kyle Looney – fotografie del gruppo
- Gage Young – fotografie del gruppo
- DoubleJ – layout

## Classifiche
| Classifica (2007)         | Posizione massima |
| ------------------------- | ----------------- |
| Stati Uniti (independent) | 43                |
| Stati Uniti (heatseekers) | 17                |